# Marco Antônio (cầu thủ bóng đá, sinh 1963)
Marco Antônio (sinh ngày 20 tháng 8 năm 1963) là một cầu thủ bóng đá người Brasil.

## Sự nghiệp câu lạc bộ
Marco Antônio đã từng chơi cho Shimizu S-Pulse.

## Thống kê câu lạc bộ

### J.League
| Đội             | Năm       | J.League | J.League | J.League Cup | J.League Cup | Tổng cộng | Tổng cộng |
| Đội             | Năm       | Trận     | Bàn      | Trận         | Bàn          | Trận      | Bàn       |
| --------------- | --------- | -------- | -------- | ------------ | ------------ | --------- | --------- |
| Shimizu S-Pulse | 1992      | -        | -        | 11           | 1            | 11        | 1         |
| Shimizu S-Pulse | 1993      | 18       | 0        | 7            | 2            | 25        | 2         |
| Tổng cộng       | Tổng cộng | 18       | 0        | 18           | 3            | 36        | 3         |